# Vasudeva

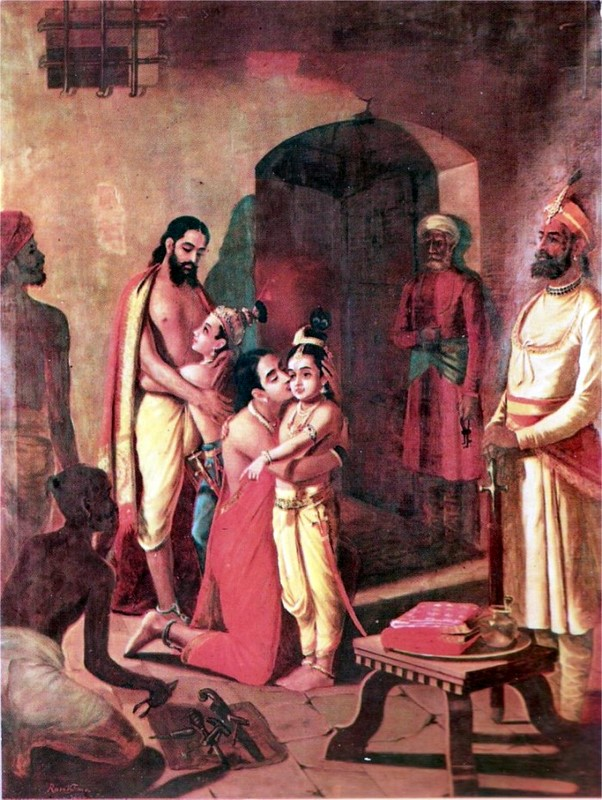
Krishna e seu irmão mais velho, Balarama, libertam seus pais após matar seu tio Kamsa, que os havia aprisionado.

Vasudeva, na mitologia hindu, é o pai de Críxena e primeiro ministro do rei Camsa. Foi muito popular no jainismo, cujos puranas descrevem várias estórias sobre ele. Seu filho também foi comumente referido pelo epíteto de Vasudeva.